# Alwyn Lloyd
Alwyn Lloyd (* ca. 1937; † 8. Mai 2006 in Llantrisant) war ein walisischer Snookerspieler, der in den 1970er-Jahren dreimal die walisische Snooker-Meisterschaft gewann.

## Karriere
Alwyn Lloyd wurde um das Jahr 1937 herum geboren und begann im Alter von zwölf Jahren mit dem Snookerspiel. In den folgenden Jahren trainierte er in einem Club in Phillipstown, wechselte dann aber in den Club von Abertysswg. Nach langer Zeit spielte er noch für einige Jahre im Merthyr Labour Club.
Erstmals macht Lloyd auf sich aufmerksam, als er 1971 bei der walisischen Meisterschaft das Viertelfinale erreichte. Ein Jahr später nahm er an der Amateur-Weltmeisterschaft teil, schied aber in den Play-offs aus. 1973 nahm er erfolglos am Profi-Turnier Norwich Union Open teil und kam bei der walisischen Meisterschaft eine Runde weiter, qualifizierte sich in dieser mit einem Sieg über Terry Parsons für das Endspiel und wurde in diesem dank eines 8:6-Sieges über Geoff Thomas walisischer Meister. Im nächsten Jahr besiegte er auf seinem Weg ins Finale unter anderem Doug Mountjoy und konnte schließlich erneut gegen Geoff Thomas seinen Titel verteidigen.
Noch im selben Jahr nahm Lloyd erneut an der Amateurweltmeisterschaft teil und überstand diesmal ohne Niederlage die Gruppenphase, unterlag aber im Viertelfinale Geoff Thomas. Zu jener Zeit hätte Lloyd jederzeit Profispieler werden können. Doch auch wenn er die Qualität dazu gehabt hätte, verzichtete er aufgrund der dadurch entstehenden Unsicherheiten auf eine Profi-Karriere und arbeitete weiterhin im Bergbau. Erst zwei Jahre später erregte er wieder Aufmerksamkeit, als er bei der walisischen Meisterschaft unter anderem Steve Newbury und Colin Roscoe besiegte, im Finale aber von Doug Mountjoy gestoppt wurde. 1978 stand er erneut im Finale und besiegte diesmal Steve Newbury, um zum dritten Mal walisischer Meister zu werden. Im selben Jahr nahm Lloyd zum dritten Mal an der Amateurweltmeisterschaft teil und überstand trotz einer Niederlage gegen Shyam Shroff wieder die Gruppenphase, verlor aber schließlich im Viertelfinale gegen Joe Johnson.
Erneut machte Lloyd erst wieder nach zwei Jahren von sich zu hören, als er 1980 das Finale der walisischen Meisterschaft gegen Steve Newbury verlor. Nachdem er noch im selben Jahr bei seiner vierten Amateurweltmeisterschaft erneut im Viertelfinale – diesmal gegen Arvind Savur – verloren hatte, erreichte er 1981 nochmal das Halbfinale in Wales, musste sich aber Colin Roscoe geschlagen geben. 1990 gelang ihm noch ein kleiner Erfolg, als er bei der walisischen Meisterschaft die Runde der letzten 32 erreichte.
Davon abgesehen hatte Lloyd während seiner Karriere zahlreiche weitere Titel gewonnen, darunter zusammen mit Ron Jones den walisischen Meistertitel im Doppel. In den letzten Jahren seines Lebens litt Lloyd an gesundheitlichen Problemen, so hatte er sich beispielsweise nach einem Herzinfarkt einer Bypass-Operation unterziehen müssen. Er starb am 8. Mai 2006 im Alter von 69 Jahren im Royal Glamorgan Hospital in Llantrisant und hinterließ seine Frau und drei Kinder. Beigesetzt wurde er in Abertysswg. Ein Jahr nach seinem Tod fand in Wales ein Gedenkturnier zu Ehren von Terry Parsons und ihm statt.

## Erfolge
| Ausgang         | Jahr | Turnier                          | Finalgegner   | Ergebnis |
| --------------- | ---- | -------------------------------- | ------------- | -------- |
| Amateurturniere |      |                                  |               |          |
| Sieger          | 1973 | Walisische Snooker-Meisterschaft | Geoff Thomas  | 8:6      |
| Sieger          | 1974 | Walisische Snooker-Meisterschaft | Geoff Thomas  | 8:5      |
| Zweiter         | 1976 | Walisische Snooker-Meisterschaft | Doug Mountjoy | 6:8      |
| Sieger          | 1978 | Walisische Snooker-Meisterschaft | Steve Newbury | 8:4      |
| Zweiter         | 1980 | Walisische Snooker-Meisterschaft | Steve Newbury | 6:8      |